# ام شاه‌تخته
ام شاه‌تخته یک ستاره است که در صورت فلکی شاه‌تخته قرار دارد.